# Autobus velký jako svět
Roku 1976 napsal rakouský spisovatel Johannes Mario Simmel knihu pro děti Autobus velký jako svět (v originále Ein Autobus, gross wie die Welt).

## Děj
Příběh začíná v Salcburku, kde na náměstí stojí červený autobus. Tento autobus má vézt 19 dětí do hor na zimní prázdniny. Seznamujeme se s tlustým Martinem, nemocným Kájou, drzým a pyšným Hynkem, nesmělou Haničkou, s Lucinkou a její ovečkou Josefínou, vážným Tomášem, tetou Beátou, řidičem Houžvičkou a dalšími.
Autobus vyjel. Děti se v autobuse seznamují a začínají si povídat. Hynek se začal před Haničkou vytahovat, že umí řídit autobus, ale ta mu to moc nevěří. Hynek se naštval a strčil do ovce Josefíny. Ta si to samozřejmě nenechala líbit a Hynka lehce kousla. Ten ztropil obrovský povyk. Teta Beáta vyzvídala, co se děje a když se dozvěděla, že prý Josefína smrdí, poslala Hynka dozadu do autobusu. Hynek si slíbil, že se pomstí. 
Když autobus na chvíli zastavil, aby se děti mohly občerstvit, Hynek nepozorovaně otevřel dveře a ovečka vyběhla ven. Děti se za ní rozběhly, ale ta se schovala na kraji lesa. Tomáš se rozhodl, že jí naběhne lesem. V lese však našel krmelec se solí a dostal nápad. Nalákal Josefínu na sůl přímo do autobusu. Děti se radovaly. Hynek, protože litoval svého činu, se Lucince omluvil. A v tom to přišlo. Do údolí spadly dvě laviny. Pan Houžvička šel obhlédnout situaci, ale bylo to špatné. Lavina zatarasila silnici. Rozhodli se, že pojedou zpátky. Když chtěli vyjet, zjistili, že jim chybí Kája. Pak ho našli v bezvědomí na zemi. Teta Beáta si uvědomila, že je to špatné – Kája má záškrt a musí okamžitě do nemocnice. Jenže vše se stane ještě vážnějším – druhá laviny zasypala i opačný směr silnice.
Pan Houžvička chtěl lavinu objet, ale zapadl. Museli se rychle rozhodnout, co dál. Domluvili se, že pan Houžvička odveze Káju na saních do nemocnice a zbytek dětí s tetou Beátou přečkají v autobuse.
Pan Houžvička se s Kájou vydal pryč. Ale cesta byla obtížnější, než pan Houžvička čekal. Nakonec se rozhodl, že se vrátí pro tetu Beátu. Jejím nástupcem se stal Tomáš. Hynkovi se to samozřejmě nelíbilo.
Děti pak spočítali, kolik mají jídla a moudře jej rozdělily na pět částí. Pak se všichni nachystali ke spánku.
Mezitím teta Beáta s panem Houžvičkou a Kájou po dlouhé a těžké cestě sněhem došli k nějakému domu a odtud zavolali do nemocnice.
Blížilo se ráno a Hynek mohl uskutečnit svůj nápad: rozhodl se, že půjde po stopách dospělých a všechny překvapí tím, že se dostal ven z laviny sám bez pomoci.
Zatím se připravuje akce na záchranu dětí v autobuse.
Jenže znovu někde v dáli spadla třetí lavina, která nemohla nikoho ohrozit, jenom Hynka, který v lavině uvízl a zabloudil.
Děti, když zjistili, že jich je o jednoho míň, si uvědomily vážnost situace a šly Hynka hledat. Nakonec o něj zakopl Martin a pak ho všichni společnými silami odnesli k autobusu, kde už na ně čekala vyděšená teta Beáta s panem Houžvičkou.
Nakonec vše dobře dopadlo a červený autobus mohl pokračovat v cestě za svým cílem.